# Ada Maimon
Ada Maimon (em hebraico עדה מימון, nascida Ada Fishman em 8 de outubro de 1893, morreu em 10 de outubro de 1973) foi uma política Israelense que serviu como um membro do Knesset pelo Mapai entre 1949 e 1955. Foi também a fundadora da escola agrícola Ayanot, no centro de Israel.